# Phellopsis montana
Phellopsis montana är en skalbaggsart som beskrevs av Thomas Casey 1907. Phellopsis montana ingår i släktet Phellopsis och familjen barkbaggar. Inga underarter finns listade i Catalogue of Life.